# Kłoczki (leśniczówka)
Kłoczki (biał. Клачкі́, ros. Клочки) – dawna leśniczówka.

## Historia
W pierwszych latach XX wieku w granicach Imperium Rosyjskiego, w guberni grodzieńskiej, w powiecie grodzieńskim, w gminie Kamionka. Po traktacie ryskim tereny gminy Kamionka znalazły się w Polsce, w województwie białostockim, w powiecie grodzieńskim a od 1929 w województwie nowogródzkim, w powiecie szczuczyńskim.
Według Powszechnego Spisu Ludności z 1921 roku zamieszkiwało tu 5 osób, 4 były wyznania rzymskokatolickiego a 1 prawosławnego. Wszyscy mieszkańcy zadeklarowali polską przynależność narodową. Był tu 1 budynek mieszkalny.
Miejscowość należała do parafii prawosławnej w m. Jatwiesk i rzymskokatolickiej w Kamionce. W 1933 podlegała pod Sąd Grodzki w Szczuczynie i Okręgowy w Wilnie; właściwy urząd pocztowy mieścił się w Kamionce.
Miejsce, w którym się znajdowała, w wyniku napaści ZSRR na Polskę znalazło się pod okupacją sowiecką. 2 listopada zostało włączone do Białoruskiej SRR. 4 grudnia 1939 włączone do nowo utworzonego obwodu białostockiego. Od czerwca 1941 roku pod okupacją niemiecką. 22 lipca 1941 r. włączone w skład okręgu białostockiego III Rzeszy. W 1944 ponownie zajęta przez wojska sowieckie. Leżą obecnie na Białorusi, w obwodzie grodzieńskim.